# Sloveniens damlandslag i basket
Sloveniens damlandslag i basket representerar Slovenien i basket på damsidan. Laget spelade sina första tävlingsmatcher i förkvalet till Europamästersakpet 2001.

### Fotnoter
1. ↑  ”Women Basketball EUROPEAN CHAMPIONSHIP 1995 Qualification” (på engelska). Sport Statistics. 11 mars 1995. Arkiverad från originalet den 1 juli 2015. https://web.archive.org/web/20150701045019/http://todor66.com/basketball/Europe/Women_Q_1995.html. Läst 29 juni 2015.